# Freeburg (Illinois)

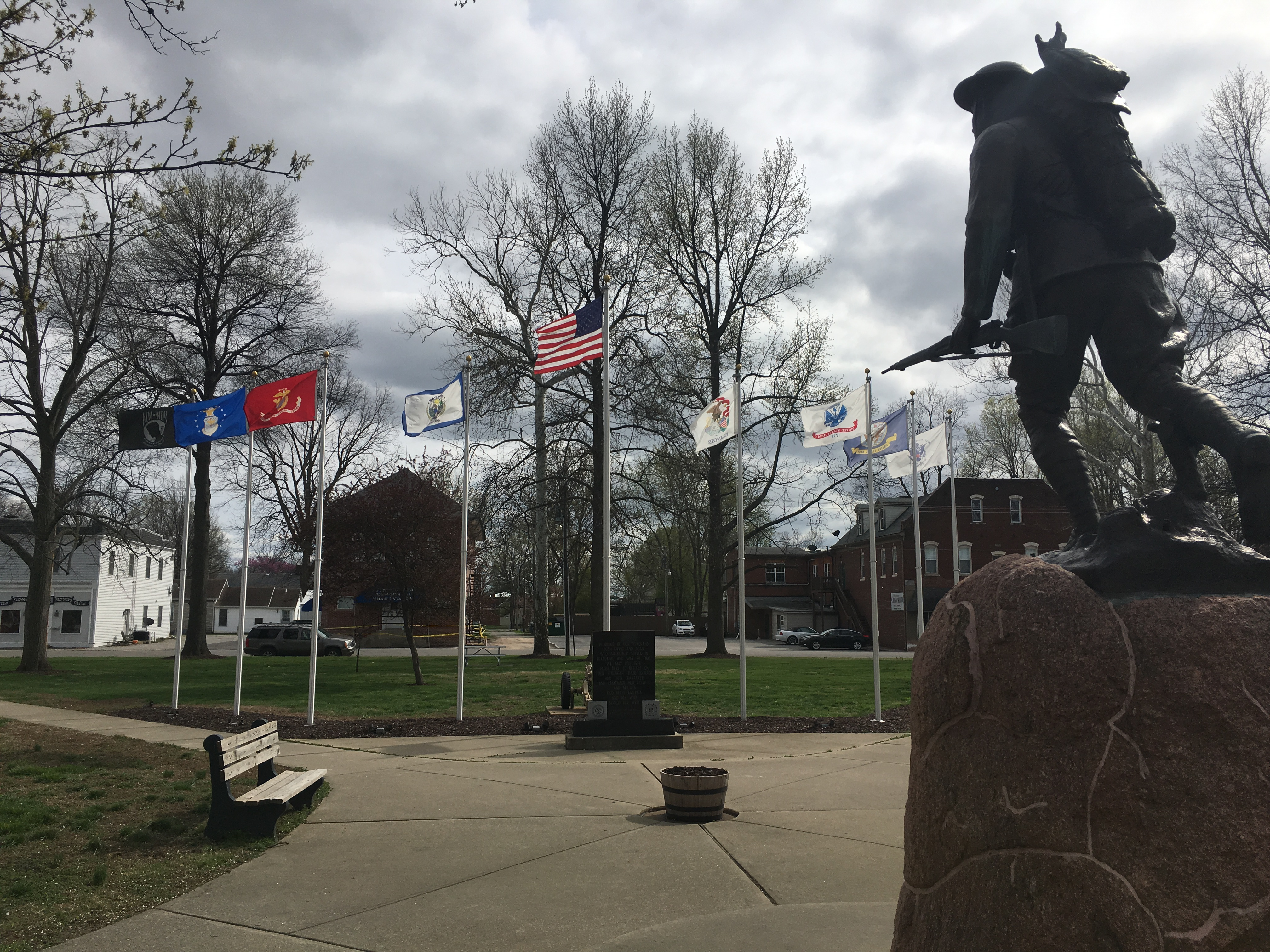
Pomnik weteranów we Freeburgu (USA)

Freeburg – wieś w Stanach Zjednoczonych, w stanie Illinois, w hrabstwie St. Clair.